# Публий Фурий Медуллин Фуз
Публий Фурий Медуллин Фуз (лат.  Publius Furius Medullinus Fusus; умер в 464 году до н. э.) — римский политический деятель из патрицианского рода Фуриев, консул 472 года до н. э.
Публий Фурий был выбран консулом вместе с Луцием Пинарием Мамерцином Руфом. Их консульство прошло без заметных событий, если не считать обсуждение законодательной инициативы о выборах народных трибунов по трибам, ставшей законом (Lex Publilia Voleronis) в следующем году.
В 467 году до н. э. Публий Фурий стал одним из триумвиров, занимавшихся выведением римской колонии в Антий. В 464 году он был легатом в армии своего брата, консула Спурия Фурия Медуллина Фуза, и погиб в бою с эквами.